# Tom Simpson
Tom Simpson (30. november 1937 – 13. juli 1967) var en engelsk landevejscykelrytter som døde under den 13. etape af Tour de France i 1967 ca. 1500m før toppen af Mont Ventoux, hvor der senere blev rejst en stele. Det er blevet en tradition, at alle de mange motionscykelryttere der tager turen fra Bédoin og til toppen af Mont Ventoux, stopper og dvæler et øjeblik ved stelen, dels af respekt for Tom Simpson, men også fordi der er brug for et hvil, inden de sidste meget stejle kilometer til toppen. Mange efterlader en drikkedunk eller andre effekter der har med cykling at gøre.
Af de medicinske undersøgelser efter hans død kom man angiveligt frem til at han havde amfetamin og alkohol i blodet under løbet, en vanddrivende kombination som viste sig at være fatal sammen med det varme vejr, den hårde fysiske anstrengelse og hans allerede eksisterende maveproblemer. Obduktionsrapporten blev destrueret i 1995, og man kan ikke med sikkerhed slå dødsårsagen fast, ligesom det ikke kan påvises at Simpson havde kokain i blodet.
Tom Simpson kørte for det franske cykelhold Peugeot fra 1959 til 1967, og fik mange store sejre i løbet af sin karriere:
- 1961 – Vinder, Flandern Rundt
- 1963 – Vinder, Bordeaux-Paris
- 1964 – Vinder, Milano-Sanremo
- 1965 – Vinder, VM i landevejscykling
- 1965 – Vinder, Lombardiet Rundt
- 1967 – Vinder, Paris-Nice
- 1967 – Vinder af to etaper i Vuelta a España